# Lambro (rivière)
Pour l’article ayant un titre homophone, voir Lambro (Campanie).
 (décembre 2014).
Si vous disposez d'ouvrages ou d'articles de référence ou si vous connaissez des sites web de qualité traitant du thème abordé ici, merci de compléter l'article en donnant les références utiles à sa vérifiabilité et en les liant à la section « Notes et références ».
Le Lambro (en Insubre, Lamber ou Lambar) est une rivière de la Lombardie longue de 119 Km, affluent gauche du Pô. Pour le distinguer du Lambro méridional, on l'appelle aussi Lambro septentrional.
Le 23 février 2010, à la suite d'un acte de malveillance, le Lambro a été touché par la pire catastrophe écologique de son histoire : des inconnus provoquent le déversement de milliers de mètres cubes d'hydrocarbures et de résidus polluants en ouvrant les vannes des cuves de stockage du dépôt de l'ex-raffinerie Lombarda Petroli de Villasanta, dans la Brianza. Ils empêchent ensuite les techniciens de la protection civile de fermer ces vannes. Les hydrocarbures ont d'abord envahi les terres environnantes et, de là, se sont déversés dans la rivière, polluant ensuite tout le système hydrologique du Pô en aval.
Malgré les incantations de la ministre italienne de l'environnement, Stefania Prestigiacomo, les auteurs de cet écocide ne furent jamais retrouvés.

## Étymologie
En latin, le nom Lambro signifie clair, c'est-à-dire « fleuve aux eaux limpides ». Si cela était vrai dans l'Antiquité, la rivière est aujourd'hui une des plus polluées d'Italie.

## Cours de la rivière
Le Lambro naît dans les monts de San Primo, juste au-dessus du Ghisallo, dans la province de Côme. La source est nommée Menaresta : « mena » c'est-à-dire « va, porte », « resta » c'est-à-dire « reste ». Elle est de type karstique. Un réservoir souterrain dans la roche calcaire se remplit d'eau à intervalles réguliers, jusqu'à dégorger l'eau vers l'extérieur, pour ensuite se recharger.
Depuis la source, le petit ruisseau se dirige ensuite vers Magreglio. La rivière entre ensuite dans la Vallassina, en arrosant les centres de Asso, Ponte Lambro et Erba. À Erba elle pénètre dans le lac de Pusiano ; le dernier tronçon, avant le lac prend le nom de Lambrone (gros Lambro). En ce point, sous l'occupation autrichienne, le Lambro a été transformé en canal. Le terme Lambrone (Lambron en dialecte) est utilisé en Brianza et à Monza, pour parler de la rivière quand elle est affectée par une crue très importante.
Sortie du lac (soit par le moyen d'un canal souterrain qui régule le débit des eaux du bassin, soit par l'intermédiaire de son cours naturel auquel le canal est relié), la rivière reçoit par sa droite l'émissaire du lac d'Alserio. Elle arrose ensuite le centre de Merone et entre en Brianza en traçant un lit sinueux au pied des collines morainiques (où elle recueille les eaux d'innombrables canaux et petits lacs brianzoles). Elle rejoint rapidement la ville de Monza. Elle traverse le parc de Monza pour se diviser ensuite en deux bras à proximité de l'église du Carrobiolo : le Lambro qui passe sous le « pont des lions » et le Lambretto qui fut dévié au cours du XIVe siècle par les Visconti afin d'assurer la défense de la ville.
À la sortie de la ville, de nouveau réuni, le Lambro traverse la zone est de Milan, coule par l'intermédiaire d'un siphon sous le Naviglio Martesana et capte une partie de ses eaux. À partir de ce moment, il reçoit les écoulements de centaines d'égouts qui augmentent artificiellement son débit et aussi, malheureusement, son état de pollution.
Arrivé à Melegnano, le Lambro reçoit les eaux de la Vettabbia (enrichie cent mètres plus en amont par ceux du Redefossi) et entre, après quelques kilomètres en aval, en province de Lodi. Le cours d'eau étant ralenti, la rivière traverse la petite ville de Sant'Angelo Lodigiano en recevant par sa droite le Lambro méridional, issu des canaux et de l'Olona, son principal affluent.
Avec un débit pratiquement doublé, le Lambro continue lentement en arrosant le centre de San Colombano al Lambro. Il matérialise la frontière (sur une très courte distance) entre les provinces de Lodi et de Pavie. Une fois arrivé à proximité de Orio Litta, il se jette par la gauche dans le Pô.

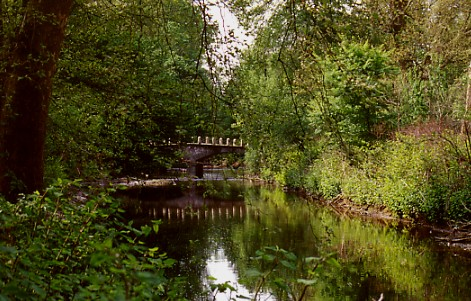
Rivière Lambro au parc de Monza

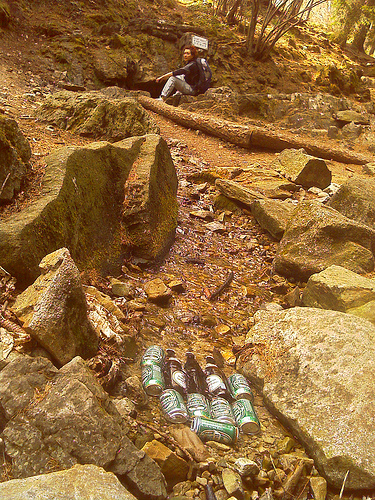
La Source du Lambro

## Régime
Le Lambro a un régime typiquement préalpin, avec des débits maximaux en automne et au printemps et des minima en été et en hiver. Son débit moyen naturel sur la partie milanaise est assez modeste : (5,8 m3/s en moyenne, ce débit passe à 12 m3/s près de la confluence avec le Pô ; cela est dû à l'apport abondant des égouts de Milan. Le fleuve peut subir d'importants écarts de débit pendant toute l'année, pouvant atteindre dans son cours final des valeurs moyennes de 40 m3/s.
Pendant la saison pluvieuse, à cause surtout d'une lourde urbanisation qui sévit sur la majeure partie de son cours ainsi que sur son bassin, le fleuve est exposé à de fréquentes et imprévisibles crues, qui provoquent parfois des débordements et des inondations d'une gravité certaine. Le dernier événement calamiteux pour le bassin du Lambro s'est produit en novembre 2002, quand, après de nombreux jours de forte pluviosité (300 mm sur le haut du bassin), le fleuve déborda en inondant en grande partie la ville de Monza et beaucoup d'autres centres urbains de la Briance, provoquant aussi le débordement du Lac de Pusiano.

## Qualité des eaux du fleuve
Les eaux du Lambro sont testées dans cinq stations (Lesmo, Monza, Brugherio, Melegnano, Orio Litta).
À Lesmo la qualité des eaux est jugée « acceptable » ou « suffisante ». Ici les eaux du cours d'eau se sont fortement bonifiées, surtout après la création du parc vallée du Lambro.
À Monza et Brugherio, les eaux du Lambro sont jugées de qualité médiocre, même si on note un certain progrès.
À partir de Milan, la situation est beaucoup plus critique et à Melegnano et Orio Litta les eaux sont jugées de qualité très mauvaise et influencent la qualité des eaux du Pô, qui supporte mal le double apport d'eaux polluées qu'il reçoit de l'Olona à San Zenone au Pô et justement du Lambro à Orio Litta.

## Communes traversées par le Lambro
Province de Côme
- Magreglio, Barni, Lasnigo, Asso, Canzo, Caslino d'Erba, Castelmarte, Ponte Lambro, Erba, Merone, Lambrugo, Inverigo

Province de Lecco
- Costa Masnaga, Nibionno

Province de Monza et Brianza
- Briosco, Giussano, Verano Brianza, Carate Brianza, Triuggio, Albiate, Sovico, Lesmo, Biassono, Arcore, Monza, Brugherio

Province de Milan
- Sesto San Giovanni, Cologno Monzese, Milan, Peschiera Borromeo, San Donato Milanese, San Giuliano Milanese, Mediglia, Melegnano, Vizzolo Predabissi, Cerro al Lambro, San Zenone al Lambro, San Colombano al Lambro

Province de Lodi
- Salerano sul Lambro, Casaletto Lodigiano, Lodi Vecchio, Borgo San Giovanni, Castiraga Vidardo, Sant'Angelo Lodigiano, Villanova del Sillaro, Graffignana, Borghetto Lodigiano, Livraga, Orio Litta

Province de Pavie
- Chignolo Po

## Affluents du Lambro
Le Lambro à vingt-six (26) affluents.
- Pusallo
- Foce
- Sancio (Scet)
- Ravella
- Vallelunga
- Bova

-- Le Lambro se jette dans le Lac de Pusiano avec le nom de Lambrone—
Le lac de Pusiano est alimenté par le canal du Segrino
-- Le Lambro sort du Lac de Pusiano --
- Cavo Diotti (autre canal du Lac de Pusiano)
- Émissaire de Alserio (Lac de Alserio)
- Roggia Gallarana
- Roggia Ghiringhella
- Bevera di Molteno (Gandaloglio, Beveretta)
- Cavolto
- Bevera di Nibonno
- Bevera di Renate
- Cantalupo
- Pegorino
- Roggia Spazzola
- Roggia Lirone
- Colatore Addetta
- Cavo Vettabbia (Cavo Redefossi (Naviglio Martesana, Seveso, Molia), Cavo Taverna, Fontanile de Macconago, La Fogna)
- Scaricatore Sillaro
- Colatore Lissone
- Colatore Lambro méridional (les fossés d'écoulement : Roggia Ticinello, Roggia Pizzabrosa, Roggia Taverna) principal confluent du fleuve (débit 2,6 m3/s). Dérivé à Milan par l'Olona et alimenté par les canaux.
- Cavo Sillaro (Roggia Fratta, Roggia Sillarina)
- Scaricatore Venere

## Galerie

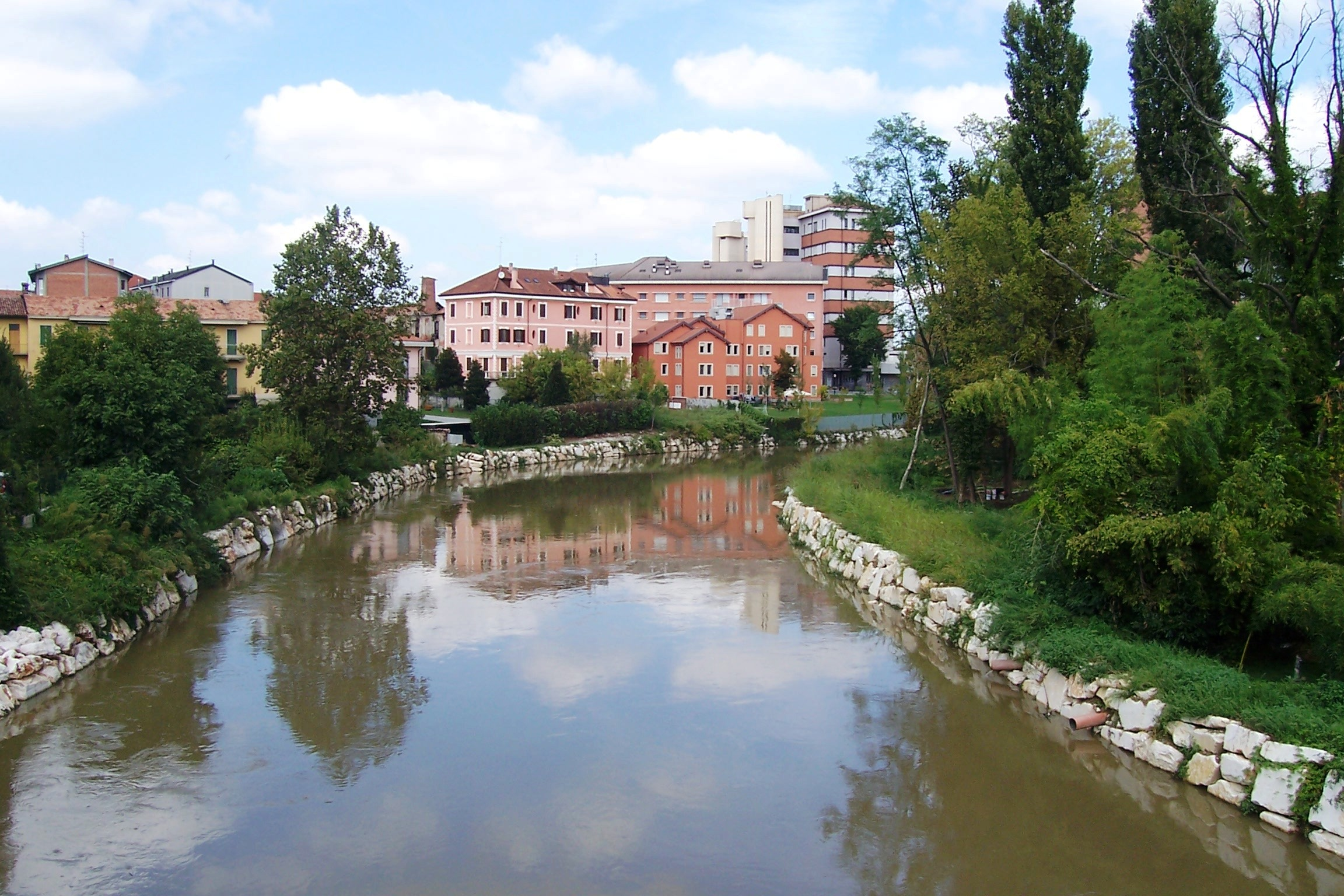
Le Lambro
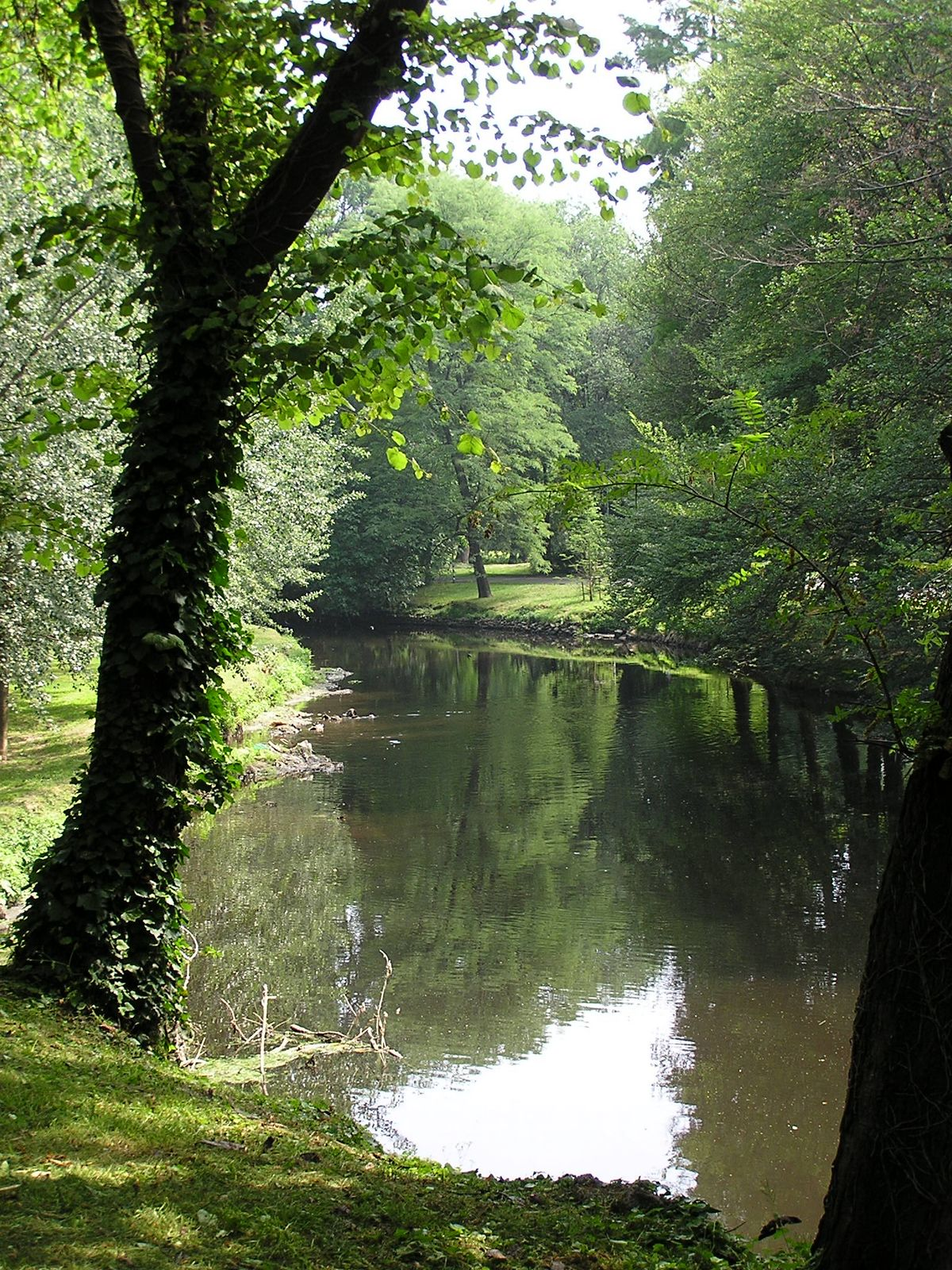
Le Lambro Park à Milan
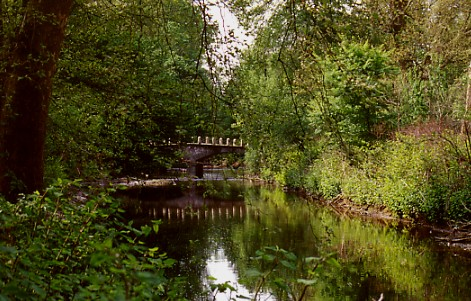
Le Parc de Monza et le Lambro
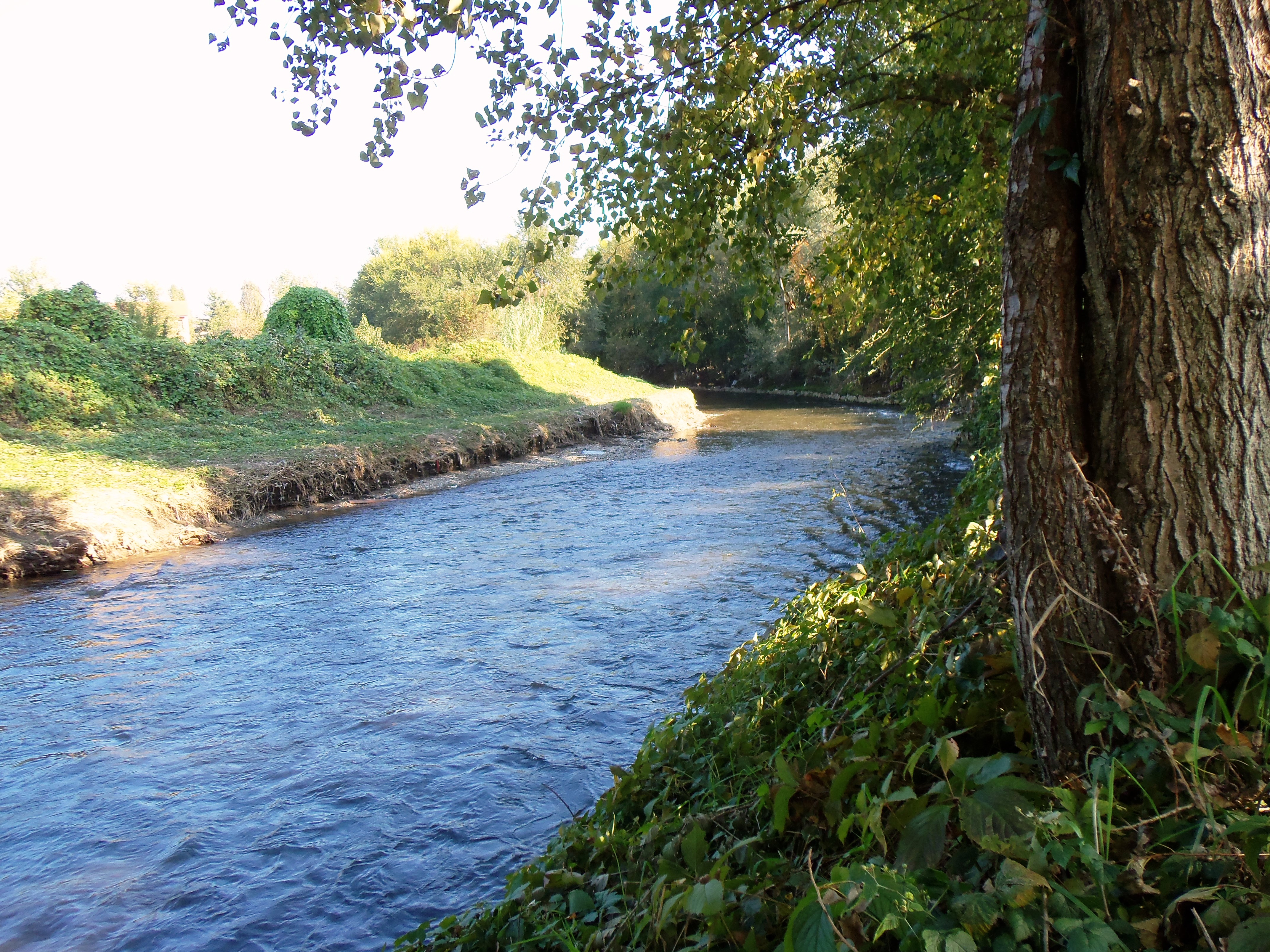
Le Lambro